# Château de Corbelin
Pour les articles homonymes, voir Corbelin.
Le château de Corbelin est un château situé sur la commune de La Chapelle-Saint-André dans le département de la Nièvre (région Bourgogne-Franche-Comté), au bord de la rivière de Corbelin.

## Historique
Sous l'épiscopat de Guy de Mello, comte-évêque d'Auxerre, Geoffroy de Corbelin rompt la règle envers son suzerain l'évêque et construit sans l'accord de ce dernier une bretèche (maison fortifiée en bois) et d'autres dépendances. Mello s'apprête à le poursuivre en justice pour ce fait mais la comtesse d'Auxerre Mahaut (1188-1257) s'interpose comme médiatrice et un accord est mis en place en sa présence lors d'une rencontre à Coulanges-sur-Yonne le 31 mai 1249 : Geoffroy peut conserver ce qu'il a construit mais ne peut pas construire d'autres bâtiments ni agrandir ceux existants. 
Ce site, dont les premières mentions officielles remontent au XIIe siècle, a une importance historique et économique à l'échelle locale, par le rôle qu'il joua en tant que seigneurie charnière entre le comté de Nevers et la baronnie de Donzy, par sa production sidérurgique jusqu'au milieu du XIXe siècle et par son rôle moteur dans l'activité du flottage du bois.
Il se compose à l'heure actuelle de quatre tours massives datant de la fin du XIVe siècle, d'un corps de logis de deux étages du XVIe siècle situé entre les tours sud-est et sud-ouest, d'un bâtiment utilitaire du XVIIIe siècle, adossé au corps de logis, et d'un commun du XIXe siècle.
On peut également y admirer les ruines d'un haut fourneau du XIXe siècle.

## Seigneurs
(liste non exhaustive)
- Etienne Le Muet, seigneur de Corbelin, lieutenant de l'évêque d'Auxerre: Pierre de Longueil, au bailliage de Varzy en 1459[3]
- Guillaume Le Muet, fils d'Étienne (1471).
- Jean Le Muet, fils de Guillaume.
- Léonard et Philibert Le Muet, fils de Jean (1550).
- André Le Muet, (1594) [4].